# Château de Ners
Le château de Ners est un ancien château fort situé sur une butte dominant le vallon de Pichauris, au nord-est de la ville d'Allauch, dans les Bouches-du-Rhône (France).

## Historique
La double muraille d’enceinte a été construite au début du XIIe siècle par Raimond Ier, évêque de Marseille, pour conserver ses droits de péage. Il n'en reste aujourd’hui que des ruines.
Ce château est aussi connu sous le nom de Castèu-Vièi (littéralement « château vieux », en provençal), et aussi de « château de la reine Jeanne », bien qu'aucun texte ne permette d’affirmer qu’il ait été en possession de la reine Jeanne ou qu’elle soit venue y résider ; mais la légende est tenace.

## Architecture

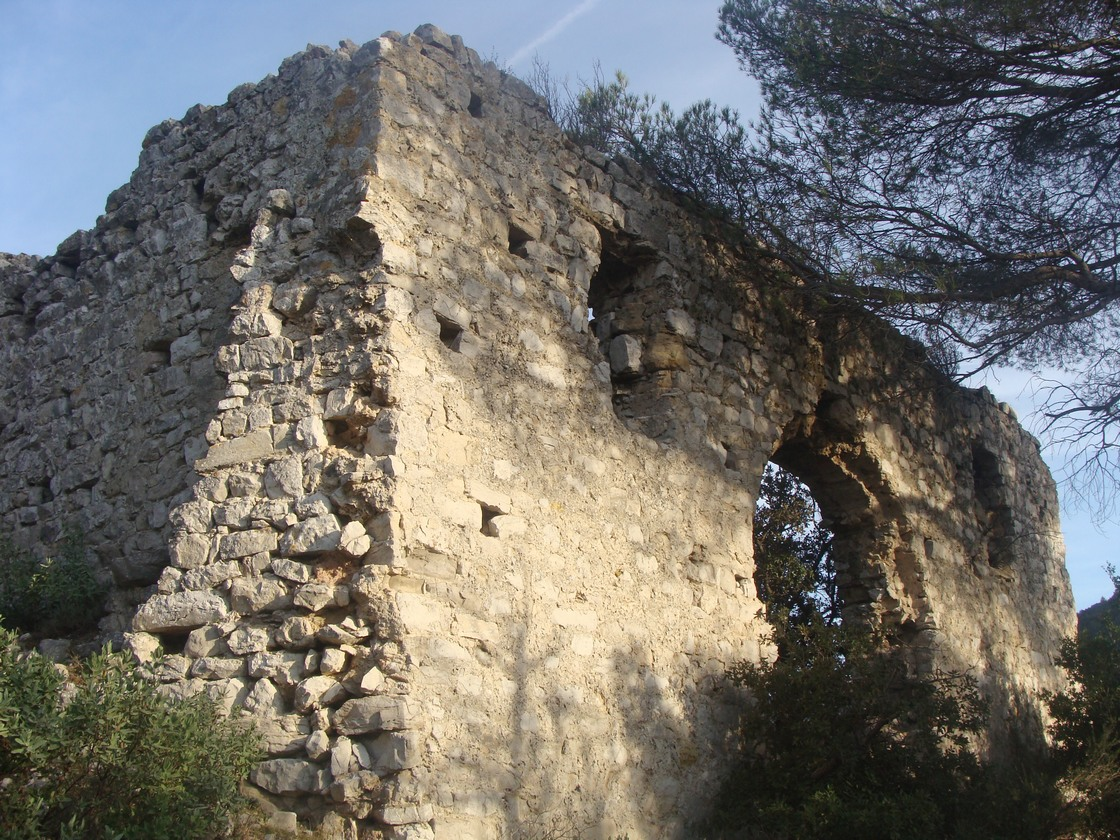
L'un des corps de bâtiment du château de Ners, état actuel

Nous disposons d'une description assez détaillée des ruines vers 1877, par le geographe marseillais Alfred Saurel (1827-1887), dans le tome II du Dictionnaire des Bouches-du-Rhône paru en 1880. « Ners — Château, ruine, com. d’Allauch (5 kil.), 6* cant. de Marseille (17 kil. ) Altitude : 230 m. Origine du nom : Nerta, litière — Ancien péage de l'évêque de Marseille : Pedaticum Nercii (1106) — Enceintes reconnaissables ; beaux pans de murs.» 
Sur un mamelon contourné par le ruisseau du Jarret se dressent encore les vestiges de deux tours carrées et d’épais murs. L'une des tours comportait deux étages ; une porte cintrée s’ouvre à l’étage inférieur sur une salle voûtée de 6 mètres de long sur 2,75 mètres de large (le sol exhaussé de détritus mesurait encore 2,50 mètres de hauteur en 1877), avec au-dessus les vestiges d’une salle analogue dont le mur du côté manquait totalement. Cette partie était peut-être rattachée au reste du château. Une petite fenêtre évasée intérieurement s’ouvre au-dessus de la porte d’entrée ; cette baie mesure à l’intérieur 0,90 mètre de hauteur sur 0,50 mètre de large et à l’extérieur 0,60 sur 0,10. Le mur occidental est percé d’une large ouverture.
Dans l’enceinte formée par les remparts qui devaient relier les 2 tours défendant les angles nord-est et sud-ouest s’élèvent 3 murs de 4 à 5 mètres de hauteur qui formeraient les 3 côtés d’un édifice qui paraîtrait avoir été l’église. Cette église de Ners était dédiée à saint Étienne et aurait possédé des fonts baptismaux, ce qui expliquerait l’importance des lieux à l’époque, puisque vers l’est on trouve des ruines d’une muraille longue d’environ cinquante mètres sur laquelle s’adossent des restes d’habitations qui auraient été assez nombreuses.

## Sources
- Texte de Madame Combaluzier extrait du bulletin Allauch historique n°2, transmis par l'Office du Tourisme d'Allauch.
- Alfred Saurel, Dictionnaire des villes, villages & hameaux du département des Bouches-du-Rhône, volume 2, 1878.